# Lymantria lutea
Lymantria lutea is een vlinder uit de familie van de spinneruilen (Erebidae), onderfamilie donsvlinders (Lymantriinae). De wetenschappelijke naam van de soort is voor het eerst geldig gepubliceerd in 1847 door Boisduval.